# Hwang Seok-ho
Hwang Seok-ho (황석호?, 黃錫鎬?; Cheongju, 27 giugno 1989) è un calciatore sudcoreano, difensore o centrocampista dell'Ulsan HD.

## Caratteristiche tecniche
È un difensore centrale.

## Carriera

### Club
Dal 2011 al 2014 ha giocato nella massima serie giapponese con il Sanfrecce Hiroshima; con la stessa squadra ha anche esordito in AFC Champions League. Dal 2015 gioca per i Kashima Antlers.

### Nazionale
Il 6 febbraio 2013 viene convocato per la prima volta in nazionale maggiore per la partita amichevole persa per 4-0 contro la Croazia.
Ha partecipato ai Giochi Olimpici del 2012 ed ai Mondiali del 2014.

## Statistiche

### Cronologia presenze e reti in nazionale
| Cronologia completa delle presenze e delle reti in nazionale ― Corea del Sud | Cronologia completa delle presenze e delle reti in nazionale ― Corea del Sud | Cronologia completa delle presenze e delle reti in nazionale ― Corea del Sud | Cronologia completa delle presenze e delle reti in nazionale ― Corea del Sud | Cronologia completa delle presenze e delle reti in nazionale ― Corea del Sud | Cronologia completa delle presenze e delle reti in nazionale ― Corea del Sud | Cronologia completa delle presenze e delle reti in nazionale ― Corea del Sud | Cronologia completa delle presenze e delle reti in nazionale ― Corea del Sud |
| Data                                                                         | Città                                                                        | In casa                                                                      | Risultato                                                                    | Ospiti                                                                       | Competizione                                                                 | Reti                                                                         | Note                                                                         |
| ---------------------------------------------------------------------------- | ---------------------------------------------------------------------------- | ---------------------------------------------------------------------------- | ---------------------------------------------------------------------------- | ---------------------------------------------------------------------------- | ---------------------------------------------------------------------------- | ---------------------------------------------------------------------------- | ---------------------------------------------------------------------------- |
| 14-11-2012                                                                   | Hwaseong                                                                     | Corea del Sud                                                                | 1 – 2                                                                        | Australia                                                                    | Amichevole                                                                   | -                                                                            | 46’                                                                          |
| 24-7-2013                                                                    | Hwaseong                                                                     | Corea del Sud                                                                | 0 – 0                                                                        | Australia                                                                    | Coppa dell'Asia orientale 2013                                               | -                                                                            |                                                                              |
| 14-8-2013                                                                    | Suwon                                                                        | Corea del Sud                                                                | 0 – 0                                                                        | Perù                                                                         | Amichevole                                                                   | -                                                                            |                                                                              |
| 17-6-2014                                                                    | Cuiabá                                                                       | Russia                                                                       | 1 – 1                                                                        | Corea del Sud                                                                | Mondiali 2014 - 1º turno                                                     | -                                                                            | 73’                                                                          |
| Totale                                                                       |                                                                              | Presenze                                                                     | 4                                                                            |                                                                              | Reti                                                                         | 0                                                                            |                                                                              |

## Palmarès

### Club

#### Competizioni nazionali
- Campionato giapponese: 3

Sanfrecce Hiroshima: 2012, 2013
Kashima Antlers: 2016
- Supercoppa del Giappone: 2

Sanfrecce Hiroshima: 2013, 2014
- Coppa J. League: 1

Kashima Antlers: 2015
- Coppa dell'Imperatore: 1

Kashima Antlers: 2016
- K League 1: 1

Ulsan Hyundai: 2024